# Genista falcata

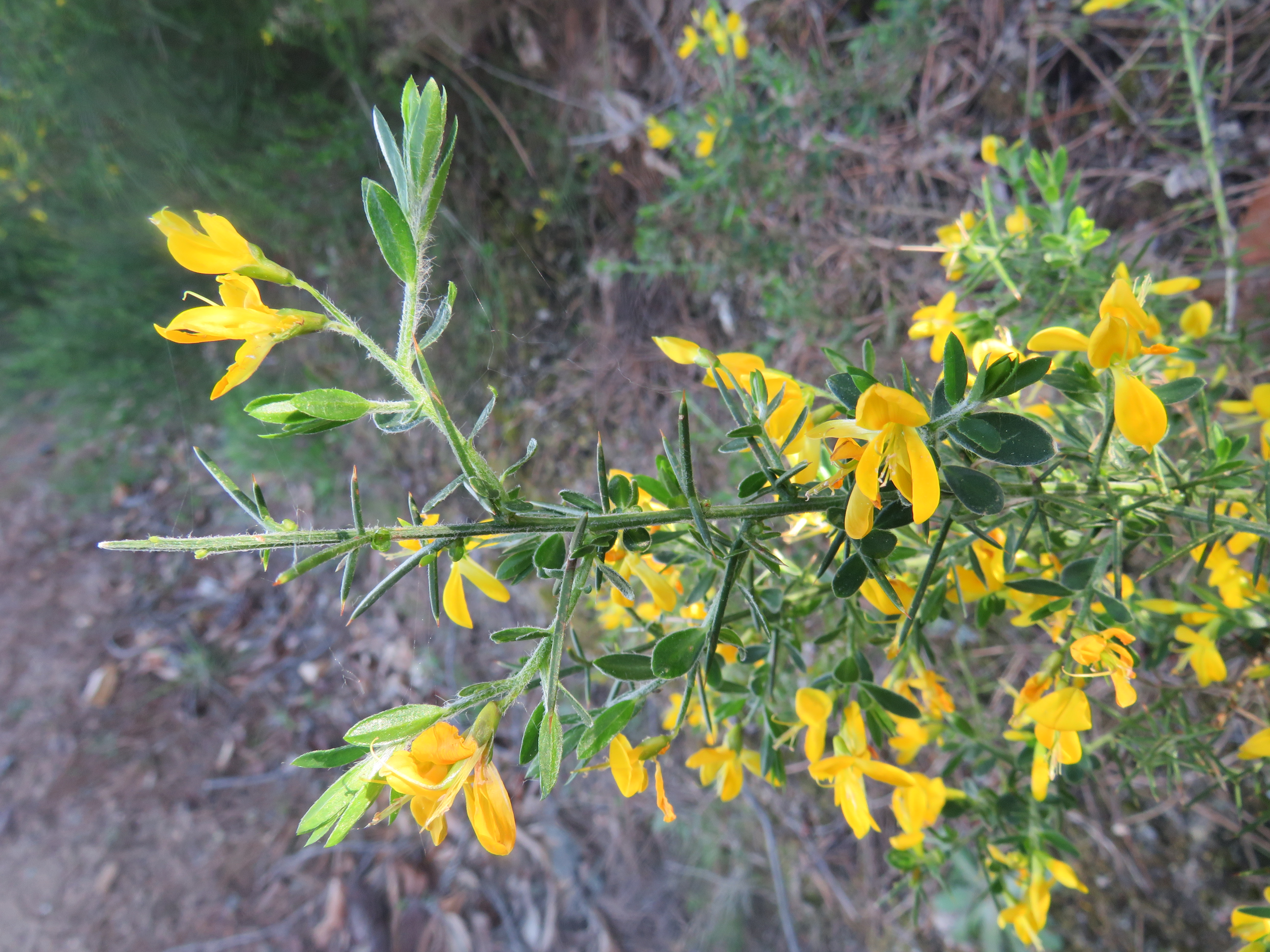
Genista falcata.

Genista falcata, conhecida como tojo-gadanho, é uma espécie de planta com flor pertencente à família Fabaceae. 
A autoridade científica da espécie é Brot., tendo sido publicada em Phytographia Lusitaniae Selectior 133, pl. 55.

## Portugal
Trata-se de uma espécie presente no território português, nomeadamente em Portugal Continental.
Em termos de naturalidade é endémica da Península Ibérica.

## Protecção
Não se encontra protegida por legislação portuguesa ou da Comunidade Europeia.